# Liga Nacional de Fútbol de Rusia 2019-20
La temporada 2018–19 fue la 28ª edición de la Liga Nacional de Fútbol de Rusia, campeonato de segunda división de fútbol en Rusia. La temporada comenzó el 7 de julio de 2019 y finalizó el 15 de mayo de 2020, los últimos partidos se realizaron el 17 de marzo, antes de la llegada de la Pandemia de COVID-19 en Rusia.

## Movimientos de clubes
| Pos. | Descendidos de la Liga Premier de Rusia 2018-19 |
| ---- | ----------------------------------------------- |
| 15.º | FC Anzhí Majachkalá                             |
| 16.º | FC Yenisey Krasnoyarsk                          |

| Pos.       | Ascendidos de la Liga de Fútbol Profesional 2018-19 |
| ---------- | --------------------------------------------------- |
| Oeste      | FC Tekstilshchik Ivanovo                            |
| Sur        | FC Chayka Peschanokopskoye                          |
| Centro     | FC Torpedo Moscú                                    |
| Ural-Volga | FC Neftekhimik Nizhnekamsk                          |

| Pos. | Descendidos a la Liga de Fútbol Profesional 2019-20 |
| ---- | --------------------------------------------------- |
| 18.º | FC Sibir Novosibirsk                                |
| 19.º | FC Zenit-2                                          |
| 20.º | FC Tiumén                                           |

| Pos. | Ascendidos a la Liga Premier de Rusia 2019-20 |
| ---- | --------------------------------------------- |
| 1.º  | FC Tambov                                     |
| 2.º  | PFC Sochi                                     |

## Equipos
| Club                       | Ciudad           | Estadio                        | Capacidad |
| -------------------------- | ---------------- | ------------------------------ | --------- |
| FC Armavir                 | Armavir          | Estadio Yunost (Armavir)       | 5,700     |
| FC Avangard Kursk          | Kursk            | Estadio Trudovye Rezervy       | 11,329    |
| FC Baltika Kaliningrado    | Kaliningrado     | Arena Baltika                  | 35,212    |
| FC Chayka Peschanokopskoye | Peschanokopskoye | Chayka Central Stadium         | 3,000     |
| FC Chertanovo Moscú        | Moscú            | Arena Chertanovo               | 500       |
| FC Fakel Voronezh          | Vorónezh         | Estadio Tsentralnyi Profsoyuz  | 31,793    |
| FC Khimki                  | Khimki           | Arena Khimki                   | 15,083    |
| FC Krasnodar-2             | Krasnodar        | Krasnodar Academy Stadium      | 3,500     |
| FC Luch Vladivostok        | Vladivostok      | Estadio Dinamo de Vladivostok  | 10,200    |
| FC Mordovia Saransk        | Saransk          | Mordovia Arena                 | 44,442    |
| FC Nizhny Novgorod         | Nizhny Novgorod  | Estadio de Nizhni Nóvgorod     | 44,899    |
| FC Neftekhimik Nizhnekamsk | Nizhnekamsk      | Estadio Neftekhimik            | 3,200     |
| FC Rotor Volgogrado        | Volgograd        | Volgogrado Arena               | 45,568    |
| FC Shinnik Yaroslavl       | Yaroslavl        | Estadio Shinnik                | 22,990    |
| FC SKA-Khabarovsk          | Jabárovsk        | Estadio Lenin de Jabárovsk     | 15,200    |
| FC Spartak-2 Moscú         | Moscow           | Spartak Academy                | 4,000     |
| FC Tekstilshchik Ivanovo   | Ivanovo          | Estadio Tekstilshchik          | 9,565     |
| FC Tom Tomsk               | Tomsk            | Estadio Trud                   | 10,028    |
| FC Torpedo Moscú           | Moscow           | Estadio Eduard Streltsov       | 13,420    |
| FC Yenisey Krasnoyarsk     | Krasnoyarsk      | Estadio Central de Krasnoyarsk | 15,000    |

## Tabla de posiciones
| Pos. | Equipo                  | Pts. | PJ | G  | E  | P  | GF | GC | Dif. | Ascenso, clasificación o descenso              |
| ---- | ----------------------- | ---- | -- | -- | -- | -- | -- | -- | ---- | ---------------------------------------------- |
| 1    | Rotor Volgogrado        | 56   | 27 | 17 | 5  | 5  | 41 | 21 | +20  | Asciende a Liga Premier de Rusia 2020-21       |
| 2    | FC Khimki               | 54   | 27 | 16 | 6  | 5  | 50 | 19 | +31  | Asciende a Liga Premier de Rusia 2020-21       |
| 3    | Chertanovo Moscú        | 54   | 27 | 15 | 9  | 3  | 37 | 19 | +18  |                                                |
| 4    | Torpedo Moscú           | 53   | 27 | 16 | 5  | 6  | 39 | 25 | +14  |                                                |
| 5    | Neftekhimik Nizhnekamsk | 48   | 27 | 13 | 9  | 5  | 38 | 25 | +13  |                                                |
| 6    | SKA-Khabarovsk          | 43   | 27 | 12 | 7  | 8  | 42 | 30 | +12  |                                                |
| 7    | Baltika Kaliningrado    | 43   | 27 | 12 | 7  | 8  | 34 | 23 | +11  |                                                |
| 8    | Shinnik Yaroslavl       | 43   | 27 | 12 | 7  | 8  | 43 | 35 | +8   |                                                |
| 9    | Tom Tomsk               | 39   | 27 | 10 | 9  | 8  | 32 | 26 | +6   |                                                |
| 10   | Chayka Peschanokopskoye | 38   | 27 | 10 | 8  | 9  | 31 | 29 | +2   |                                                |
| 11   | Nizhny Novgorod         | 36   | 27 | 9  | 9  | 9  | 28 | 29 | −1   |                                                |
| 12   | FC Armavir              | 30   | 27 | 7  | 9  | 11 | 23 | 29 | −6   | Descenso a divisiones menores                  |
| 13   | Avangard Kursk          | 29   | 27 | 5  | 14 | 8  | 29 | 39 | −10  | Descenso a divisiones menores                  |
| 14   | Yenisey Krasnoyarsk     | 28   | 27 | 7  | 7  | 13 | 23 | 40 | −17  |                                                |
| 15   | Krasnodar-2             | 28   | 27 | 6  | 10 | 11 | 32 | 34 | −2   | No elegible para el ascenso.                   |
| 16   | Luch Vladivostok        | 27   | 27 | 6  | 9  | 12 | 28 | 40 | −12  | Descenso a divisiones menores                  |
| 17   | Spartak-2 Moscú         | 26   | 27 | 6  | 8  | 13 | 38 | 45 | −7   | Descenso a Liga de Fútbol Profesional de Rusia |
| 18   | Tekstilshchik Ivanovo   | 19   | 27 | 5  | 4  | 18 | 25 | 52 | −27  | Descenso a Liga de Fútbol Profesional de Rusia |
| 19   | Fakel Voronezh          | 19   | 27 | 4  | 7  | 16 | 14 | 44 | −30  | Descenso a Liga de Fútbol Profesional de Rusia |
| 20   | Mordovia Saransk        | 19   | 27 | 4  | 7  | 16 | 21 | 44 | −23  | Descenso a divisiones menores                  |

 Fuente: Football National League (Russian), Soccerway
Notas:
1. ↑  Debido a la Pandemia de COVID-19 en Rusia, ningún equipo descendió.

## Results
| Local \ Visitante       | ARM | AVA | BAL | CHA | CHE | FAK | KHI | KR2 | LUC | MOR | NNO | NEF | ROT | SHI | SKA | SP2 | TEK | TOM | TOR | YEN |
| ----------------------- | --- | --- | --- | --- | --- | --- | --- | --- | --- | --- | --- | --- | --- | --- | --- | --- | --- | --- | --- | --- |
| Armavir                 |     |     | 1–1 | 2–1 | 1–1 | 1–0 |     | 2–1 | 0–0 | 0–0 |     | 0–2 | 0–0 | 0–1 |     | 1–1 | 2–0 | 1–1 | 2–1 |     |
| Avangard Kursk          | 2–1 |     | 0–0 | 1–1 | 0–1 |     | 0–3 | 1–1 |     | 2–2 |     | 1–0 | 0–3 | 2–2 |     | 2–2 | 2–1 | 3–2 | 2–2 |     |
| Baltika Kaliningrad     | 2–0 |     |     | 0–1 | 1–2 | 3–0 |     | 4–1 | 0–0 |     | 2–1 | 1–0 | 2–1 |     | 1–0 | 0–1 |     |     | 1–1 |     |
| Chayka Peschanokopskoye | 1–0 | 1–1 | 1–0 |     | 0–1 | 0–1 |     | 1–1 | 1–1 | 3–1 | 0–0 | 0–2 | 2–1 |     | 0–2 | 2–1 | 3–0 |     |     |     |
| Chertanovo Moscow       |     |     | 3–1 |     |     | 4–0 | 0–0 | 1–2 |     | 3–0 |     | 2–2 | 1–0 | 0–1 | 1–0 | 2–2 | 1–0 | 1–1 |     | 2–1 |
| Fakel Voronezh          | 0–2 | 0–0 | 1–2 | 0–0 | 0–0 |     | 0–3 |     | 1–0 | 2–1 | 0–2 |     |     | 0–4 | 0–2 |     |     | 0–0 | 0–1 | 1–1 |
| Khimki                  | 1–0 | 3–0 | 0–1 | 1–0 | 3–1 |     |     | 3–0 |     | 4–0 |     | 3–2 | 0–2 |     |     | 1–0 | 2–1 | 3–0 |     | 4–0 |
| Krasnodar-2             |     | 1–0 |     |     | 1–2 | 0–0 | 2–0 |     | 1–2 |     | 2–2 |     | 0–1 | 2–2 | 2–2 |     | 1–1 | 0–1 |     | 4–0 |
| Luch Vladivostok        |     | 2–2 |     | 1–1 | 0–1 | 3–0 | 2–5 | 1–1 |     |     | 0–0 | 0–2 |     | 2–1 | 0–2 | 2–4 |     | 1–1 | 0–1 | 0–1 |
| Mordovia Saransk        |     |     | 0–3 | 0–0 | 2–3 | 1–1 |     | 0–3 | 1–2 |     | 0–1 | 0–1 | 0–1 | 1–1 | 2–3 | 1–0 | 1–0 |     | 1–1 |     |
| Nizhny Novgorod         | 1–0 | 1–1 | 0–0 | 1–2 | 0–0 | 2–1 | 1–0 |     |     |     |     | 0–1 |     | 1–3 | 1–1 | 2–2 |     | 0–2 | 2–1 | 1–3 |
| Neftekhimik Nizhnekamsk | 2–1 | 1–1 |     |     |     | 1–0 | 2–2 | 1–0 | 1–1 |     | 1–1 |     | 1–2 | 2–2 | 2–2 |     | 1–2 |     | 1–0 | 1–0 |
| Rotor Volgograd         |     |     |     |     | 1–1 | 2–0 | 1–1 | 0–0 | 2–0 |     | 2–1 | 1–1 |     | 2–3 | 5–3 |     | 3–2 | 2–0 | 0–2 | 2–1 |
| Shinnik Yaroslavl       | 1–1 | 1–3 | 0–2 | 2–3 |     |     | 0–1 |     | 3–1 | 1–0 | 1–3 |     | 0–1 |     |     | 3–2 | 3–0 | 2–1 |     | 0–0 |
| SKA-Khabarovsk          | 3–0 | 1–0 | 2–0 | 3–2 | 0–0 | 1–0 | 1–1 |     |     | 1–2 | 2–0 |     |     | 1–2 |     | 3–0 |     | 1–1 | 0–1 | 2–0 |
| Spartak-2 Moscow        | 1–3 | 1–1 |     |     |     | 7–2 |     | 0–3 | 0–2 | 2–0 | 2–0 | 0–3 | 0–1 |     | 2–2 |     | 1–2 |     | 2–3 | 2–0 |
| Tekstilshchik Ivanovo   |     |     | 1–5 |     |     | 1–4 | 1–4 | 1–0 | 4–3 |     | 0–2 | 1–2 | 0–1 | 1–1 | 3–1 | 1–1 |     | 0–2 | 0–0 | 0–1 |
| Tom Tomsk               | 2–0 | 2–0 | 0–0 | 3–1 |     |     | 0–0 | 2–1 | 4–0 | 2–0 |     | 0–1 | 0–1 |     |     | 2–2 | 2–1 |     |     | 0–0 |
| Torpedo Moscow          | 2–1 | 3–1 | 2–0 | 2–1 | 0–1 |     | 1–0 | 2–1 | 0–2 | 2–2 | 0–2 |     |     | 2–0 | 2–1 |     | 3–1 | 2–1 |     | 2–0 |
| Yenisey Krasnoyarsk     | 1–1 | 1–1 | 2–2 | 1–3 | 0–2 |     | 1–0 | 0–1 |     | 2–1 |     | 2–2 | 0–3 | 1–3 |     | 1–0 |     | 3–0 |     |     |

## Goleadores
- Actualizado al 15 de marzo de 2020.
| Rank | Jugador            | Club                           | Goles |
| ---- | ------------------ | ------------------------------ | ----- |
| 1    | Aleksandr Rudenko  | Spartak-2 Moscow/Torpedo Moscú | 14    |
| 1    | Iván Serguéyev     | Torpedo Moscú                  | 14    |
| 3    | Denis Makarov      | Neftekhimik Nizhnekamsk        | 11    |
| 3    | Mijaíl Markin      | Baltika Kaliningrado           | 11    |
| 3    | German Onugkha     | Krasnodar-2                    | 11    |
| 3    | Merabi Uridia      | Neftekhimik Nizhnekamsk        | 11    |
| 7    | Sergey Samodin     | Shinnik Yaroslavl              | 10    |
| 7    | Vladislav Sarveli  | Chertanovo Moscú               | 10    |
| 9    | Adlan Katsayev     | SKA-Khabarovsk                 | 9     |
| 9    | Eldar Nizamutdinov | Shinnik Yaroslavl              | 9     |
| 9    | Mukhammad Sultonov | Rotor Volgogrado               | 9     |